# Waffenplatz Thun

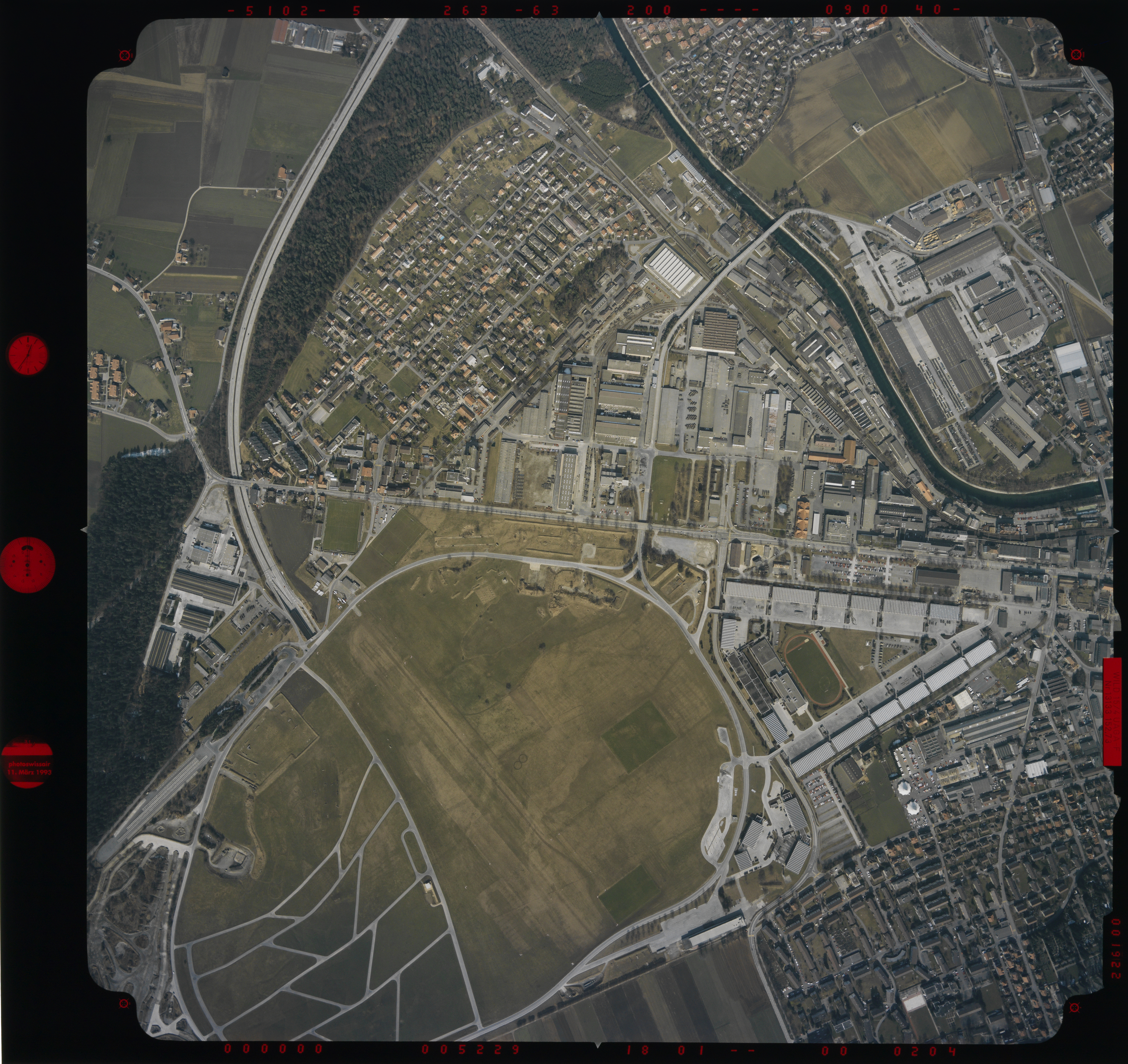
Thun mit Werkstätten, Allmend und Flugplatz 1993

Der Waffenplatz Thun in Thun im Kanton Bern wurde aufgrund des Tagsatzungsbeschlusses von 1818 erstellt und am 1. August 1819 eröffnet. Er gilt als ältester und mit einer Fläche von 6,5 Quadratkilometern grösster Waffenplatz der Schweiz. Die Militärschule brachte 1861/63 auch die eidgenössischen Militärbetriebe nach Thun.

## Geschichte
Die Tagsatzung beschloss ein eidgenössisches Militärreglement. Dieses gestand den 22 Kantonen die Verantwortung für ihre Truppenkontingente zu, wollte jedoch eine Vereinheitlichung der 33'000 Mann starken eidgenössischen Armee. Zur einheitlichen Ausbildung wurde eine gemeinschaftliche Lehranstalt in Thun errichtet. Ausschlaggebend für die Wahl des Waffenplatzes in Thun waren die zentrale Lage und die Eignung der Thuner Allmend für einen Artilleriewaffenplatz.
Als erster Direktor wurde der Luzerner Artillerieoberst Jost Göldlin von Tiefenau gewählt, als erste Ausbildner Artilleriehauptmann Salomon Hirzel aus Zürich und der eidgenössische Ingenieur-Stabshauptmann Guillaume Henri Dufour.
Auf der Allmend wurde ein Übungsfestungswerk, das «Polygon», errichtet. Die Unterkunft der Offiziere befand sich in Gast- oder Privathäusern, diejenige der Mannschaften im Zelt oder im einstigen Kornhaus (Bällizkaserne auf der Aareinsel Bälliz, die 1927 und 1842 erweitert wurde). Der Strättligturm diente als Munitionsdepot. 
Ab 1828 nahm die Militärschule neben Offizieren von Generalstabsdienst, Artillerie- und Geniewesen auch Generalstabsoffiziere und Kader von Infanterie, Kavallerie und Scharfschützen auf. Für die Mannschaften fanden alle zwei Jahre Ende Sommer «Eidgenössische Übungslager» für bis zu 5000 Mann statt. 1832 wurde Oberst Guillaume Henri Dufour Kommandant der Thuner Militärschule.
Zur Erweiterung des Waffenplatzes kaufte die Armee 1841 der Burgergemeinde Thun für 150'000 Franken die 505 «Jucharten» (ca. 18'000 Aren) grosse «Untere Allmend» ab und als Reserve die «Kalberweid» jenseits der Aare. Ab Anfang der 1850er-Jahre verwaltete das «eidgenössische Kriegskommissariat» in Thun die Militärschule sowie die Allmend und sorgte für Lagerung, Unterhalt und Reparatur des Materials.

Konstruktionsstätte um 1916

Von 1861 bis 1864 wurden die Geschützhalle (später eidgenössische Zeughaus Thun), die Mechanischen Werkstätten (später Eidgenössische Konstruktionswerkstätte K+W) und das Feuerwerkerlaboratorium (später Eidgenössische Munitionsfabrik M+F) gebaut. Eine Dampfzentrale versorgte sie mit Energie. 

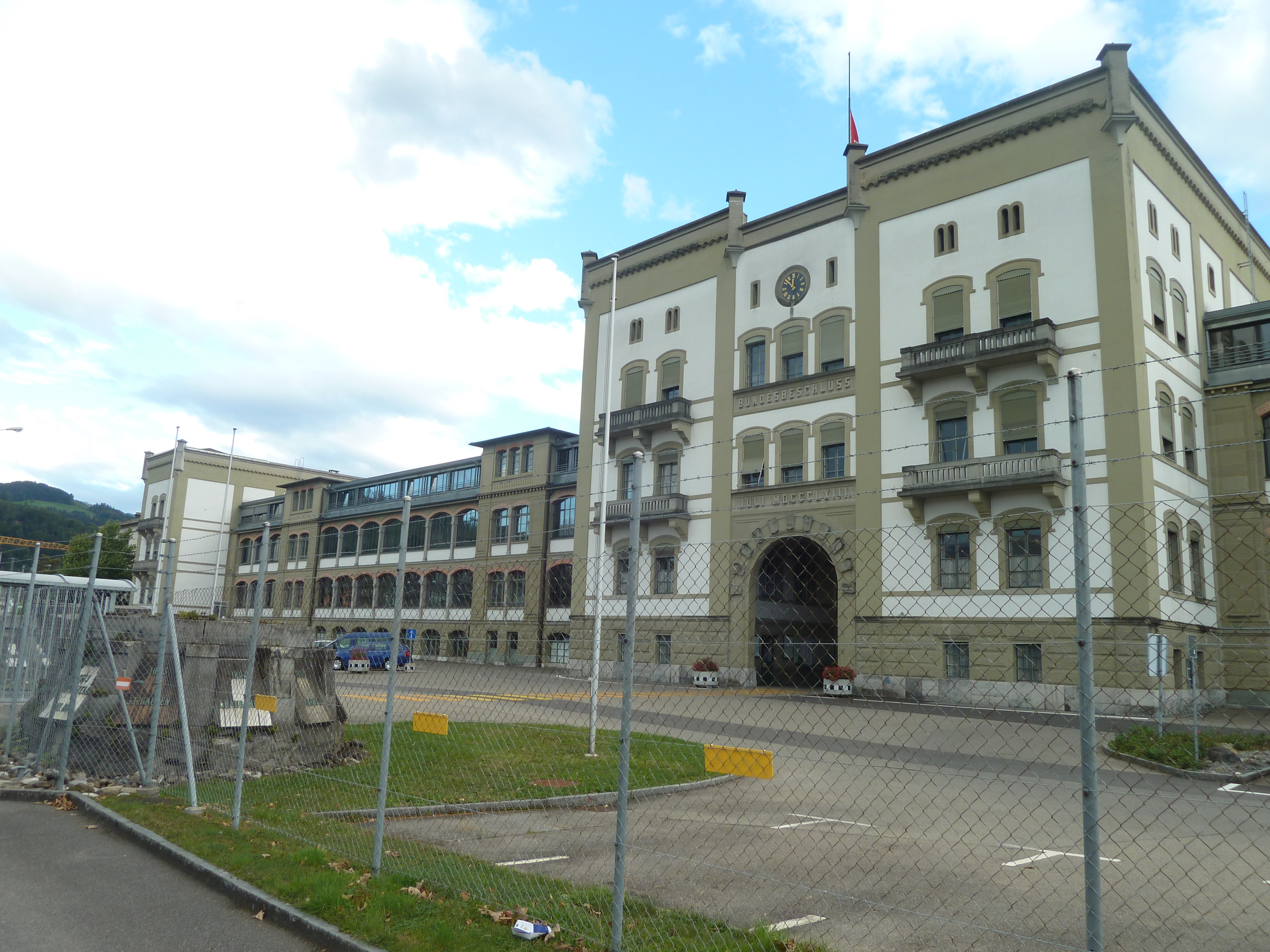
Mannschaftskaserne

Die Kaserne für 1162 Mann mit Stallungen für 400 Pferde und zwei Reitbahnen konnte von der Truppe 1864 bezogen werden. Die Zentralisierung von Ausbildung, Entwicklung, Erprobung, Produktion, Wartung, Reparatur und Lagerung des Materials, vorwiegend der Artillerie als Hauptkontingent der Thuner Truppen auf der Allmend, konnte damit verwirklicht werden.
Über den Aktivdienst der Schweizer Armee an der Grenze während des Deutsch-Französischen Krieges erstellte General Hans Herzog einen Mängelbericht, welcher in die Militärorganisation 1874 einfloss und die Bildung des Bundesheers und die Einführung der allgemeinen Wehrpflicht zur Folge hatte.
In Thun wurden neben Munition, Waffen und Geschützen auch Fuhrwerke, Lafetten, Fahrgestelle und andere Militärgüter entwickelt und produziert. Dazu wurden kamen zwischen 1874 und 1895 eine Munitionskontrolle, Hülsenfabrik, Eidgenössisches Munitionsdepot und Offizierskaserne sowie der Ersatz der Dampfzentrale durch eine stärkere Turbinenanlage. 1893 wurde durch Beschluss der Bundesversammlung eine Artillerieversuchsanstalt in Thun gegründet, die spätere Sektion für Schiessversuche und die Fachabteilung 26 (FA26) Ballistik, Waffen und Munition. Ab 1901 übernahm das Eidgenössische Elektrizitätswerk die Energieversorgung der Regiebetriebe. 

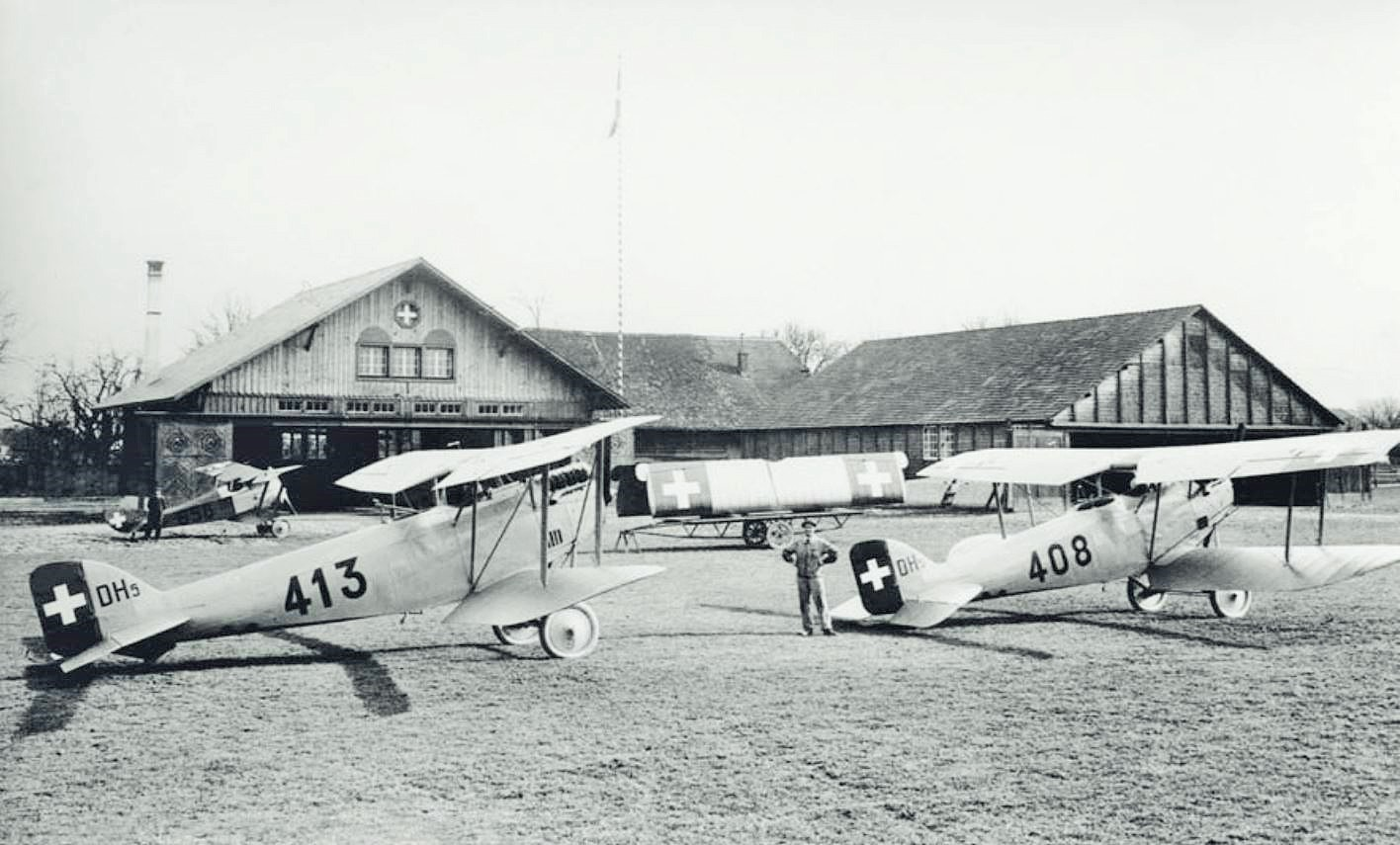
Flugplatz Thunerallmend um 1920

1914 wurden alle Waffenplätze aufgefordert, sich dem Flugwesen zur Verfügung zu stellen. Emil Messner, Instruktor und Kommandant der Schweizer Ballontruppen von 1909 bis 1923, überzeugte den Generalstab, auf der Thunerallmend ein Flugfeld zu errichten. Die Abteilung Flug der K+W begann mit der staatlichen Flugzeugproduktion und auf der Vorderen Allmend wurde der Werkflugplatz gebaut. 
In der Zwischenkriegszeit wird der Armeefahrzeugpark AMP errichtet, der erste Artilleriesimulator (Baranoff-Apparat) in Betrieb genommen, die Kader- und Rekrutenschulung für die Motorwagengruppe (Leichte Truppe) begonnen, die Dufourkaserne bezogen und die Ausbildung für Leichtpanzerfahrer und zwei Gebirgs- und Feldartillerierekrutenschulen aufgenommen.  	
Mit der Réduit-Strategie während des Zweiten Weltkriegs verlor das vor der Reduitgrenze (Sperrstelle Einigen) liegende Thun an Bedeutung. Nach dem Krieg wurden die Artillerieausbildung nach Bière, Frauenfeld und auf den Monte Ceneri verlagert.  

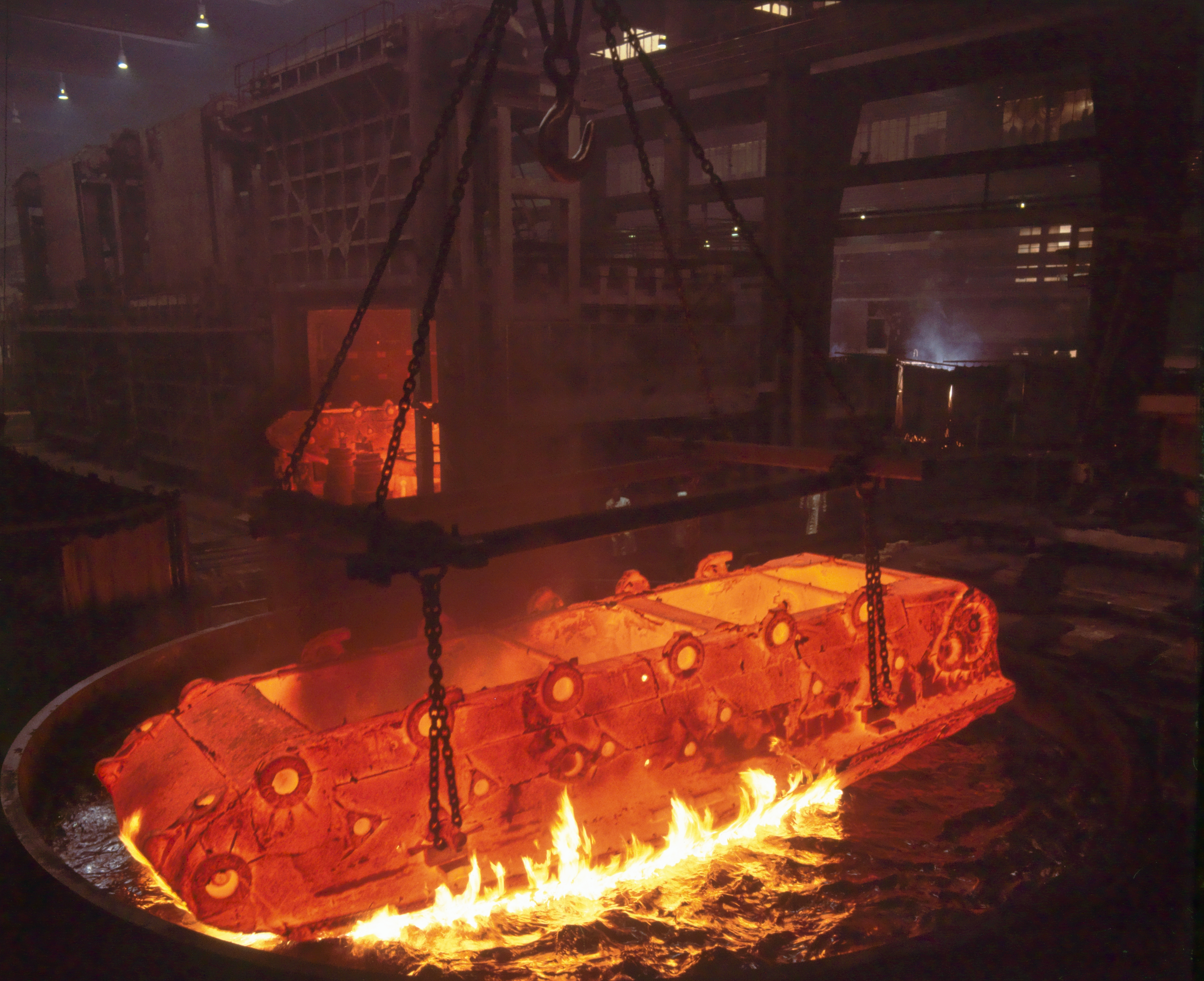
Panzer-Konstruktionswerkstätte Thun 1977

Auf der Allmend übernahmen die Panzer (150 Panzerjäger G13) aus der Tschechoslowakei die Vorherrschaft. 1952 kamen die französischen AMX-Panzer, 1955 die Centurion, 1961 die von der K+W entwickelten Panzer 61 und 68. 1980 wurde das Panzerausbildungszentrum «MLT-Dreieck» fertiggestellt, wo 1987 die Ausbildung auf dem Leopard 2 begann. Der Lehrverband Panzer (später Panzer und Artillerie) bezog den Standort Thun, wo die Ausbildung von Artillerieoffizieren in der «Panzer und Artillerie Offiziersschule 22» begann.
2019 feierte der Waffenplatz Thun sein 200-Jahr-Jubiläum und in der Armeebotschaft des VBS wurden weitere Ausbaupläne für Thun publiziert.
Im Aussengelände der Dufourkaserne befindet sich das Panzermuseum Thun.